# Federação Paulista de Futebol

Das traditionelle Verbandslogo

Die Federação Paulista de Futebol (Abk. FPF; präzisiert: FPF-SP) ist der Fußballlandesverband des Bundesstaates São Paulo in Brasilien.
Die FPF ist am 22. April 1941 gegründet wurden und hat die Liga de Futebol do Estado de São Paulo (LFESP) als Dachorganisation des Fußballsports in São Paulo abgelöst. Zugleich hat sie sich der Confederação Brasileira de Futebol (CBF) als dem übergeordneten nationalen Fußballverband Brasiliens angeschlossen. Die FPF organisiert seither den professionellen Spielbetrieb in São Paulo mit mehreren Wettbewerben.

## Wettbewerbe
- Staatsmeisterschaft (Campeonato Paulista)
  - Série A1 (erste Spielklasse)
  - Série A2 (zweite Spielklasse seit 1947)
  - Série A3 (dritte Spielklasse seit 1954)
  - Segunda Divisão (vierte Spielklasse seit 1960)
  - Inlandsmeisterschaft (Campeonato Paulista do Interior)
- Staatsmeisterschaft der Frauen (Campeonato Paulista Feminino)
- Amateurmeisterschaft (Campeonato Paulista Amador)
- Juniorenmeisterschaft (Campeonato Paulista Sub-20; 17; 15; 13; 11)
- Juniorenmeisterschaft der Frauen (Campeonato Paulista Feminino Sub-17)
- Staatspokal (Copa Paulista)
- Staatspokal der Frauen (Copa Paulista Feminino)
- Juniorenpokal (Copa São Paulo de Futebol Junior)

## Nationale Bedeutung
Als „Mutterland“ des brasilianischen Fußballs mit der ältesten Meisterschaftshistorie, stellen die in der FPF beheimateten Fußballvereine des Staates São Paulo bis heute eine dominierende Kraft im brasilianischen Fußball dar, sowohl bei den Männern wie auch bei den Frauen. In allen nationalen Meisterschaften und Pokalwettbewerben vereinen sie die Rekordzahl an gewonnenen Titeln auf sich. Und auch auf internationaler Bühne stellt der Paulistano-Verband mit seinen vier großen Clubs, Corinthians, Palmeiras, Santos und SPFC, mit vier Weltpokalen, drei Klub-Weltmeisterschaften, acht gewonnenen Copa Libertadores, zwei Copa CONMEBOL und je einer Copa Mercosul und Copa Sul-Americana mit Abstand die erfolgreichsten Vereine Brasiliens.
|                                    | nationale und internationale Titel |
| ---------------------------------- | --- |
| SC Corinthians São Paulo           | 2× Klub-Weltmeister: 2000, 2012 1× Copa Libertadores: 2012 7× Meister: 1990, 1998, 1999, 2005, 2011, 2015, 2017 3× Pokal: 1995, 2002, 2009 4× Meister der Frauen: 2018, 2020, 2021, 2022 2× Copa Libertadores der Frauen: 2019, 2021                                     |
| SE Palmeiras São Paulo             | 3× Copa Libertadores: 1999, 2020, 2021 1× Copa Mercosul: 1998 11× Meister: 1960, 1967, 1967, 1969, 1972, 1973, 1993, 1994, 2016, 2018, 2022 4× Pokal: 1998, 2012, 2015, 2020 1× Copa Libertadores der Frauen: 2022                                                       |
| São Paulo FC São Paulo             | 2× Weltpokal: 1992, 1993 3× Copa Libertadores: 1992, 1993, 2005 1× Copa CONMEBOL: 1994 1× Copa Sul-Americana: 2012 6× Meister: 1977, 1986, 1991, 2006, 2007, 2008 |
| Santos FC Santos                   | 2× Weltpokal: 1962, 1963 3× Copa Libertadores: 1962, 1963, 2011 1× Copa CONMEBOL: 1998 8× Meister: 1961, 1962, 1963, 1964, 1965, 1968, 2002, 2004 1× Pokal: 2010 2× Copa Libertadores der Frauen: 2009, 2010 1× Meister der Frauen: 2017 2× Pokal der Frauen: 2008, 2009 |
| Guarani FC Campinas                | 1× Meister: 1978 |
| EC Santo André Santo André         | 1× Pokal: 2004 |
| Paulista FC Jundiaí                | 1× Pokal: 2005 |
| AD Centro Olímpico São Paulo       | 1× Meister der Frauen: 2013 |
| Ferroviária Araraquara             | 1× Copa Libertadores der Frauen: 2015 1× Meister der Frauen: 2014 2019 1× Pokal der Frauen: 2014 |
| Rio Preto EC São José do Rio Preto | 1× Meister der Frauen: 2015 |
| São José EC São José dos Campos    | 3× Copa Libertadores der Frauen: 2011, 2013, 2014 2× Pokal der Frauen: 2012, 2013 |
| GO Audax Osasco                    | 1× Copa Libertadores der Frauen: 2017 1× Pokal der Frauen: 2016 |

## Präsidenten
| - 01941: Ubirajara Pamplona - 1941–1943: Taciano de Oliveira - 01943: Getúlio Vargas Filho - 1943–1945: Antônio Carlos Guimarães - 1945–1947: Antônio Feliciano - 1947–1954: Roberto Gomes Pedrosa - 1954–1955: Mário Frugiuelle - 1955–1970: João Mendonça Falcão - 1970–1976: José Ermírio de Morales Filho - 1976–1979: Alfredo Metidieri | 0 | - 1979–1982: Nabi Abi Chedid - 1982–1988: José Maria Marin - 1988–2003: Eduardo José Farah - 2003–2015: Marco Polo Del Nero - 0seit 2015: Reinaldo Carneiro Bastos |

## Adresse
- Rua de Federação Paulista de Futebol 55, Várzea da Barra Funda, 01141-040 São Paulo.

## Weblink
- Offizielle Homepage der FPF (portugiesisch)